# ヒ化カドミウム
ヒ化カドミウム（ヒかカドミウム、英: cadmium arsenide）は化学式 Cd3As2 で表される無機化合物。結晶構造は正方晶系で、エネルギーギャップ 0.14 eV の狭ギャップ半導体である。室温において電子移動度が非常に大きい、n型半導体の一種であり、アモルファス半導体材料として使用される。ネルンスト効果を示し、これを応用して遠赤外線検出器や圧力センサに使用される。また、受光素子で磁気抵抗効果のように使用することができる。テルル化カドミウム水銀のドーパントとして使用することができる。